# Sucre en morceaux

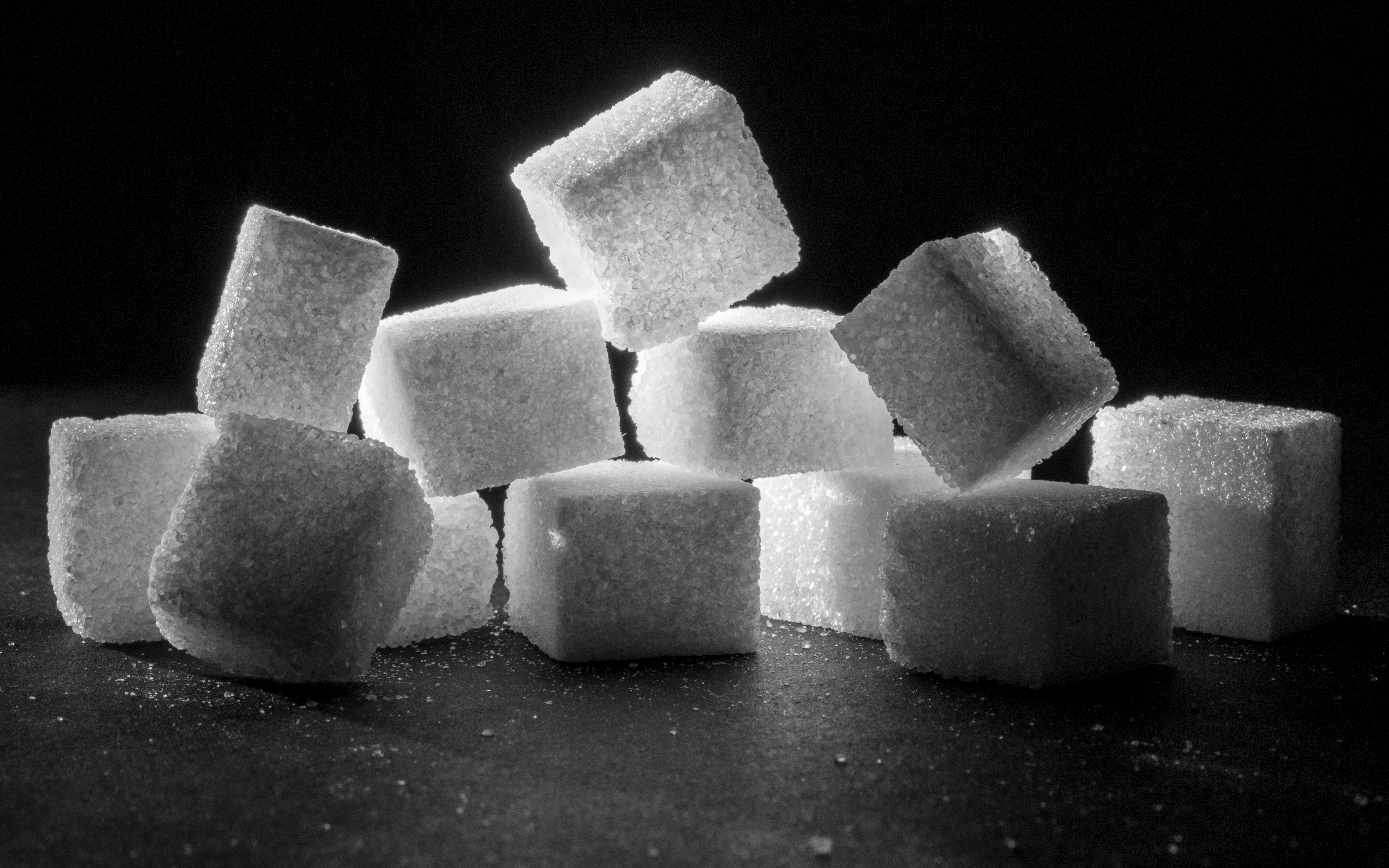
Sucres en morceaux

Le sucre en morceaux, parfois appelé pierres de sucre, est du sucre présenté sous forme de morceaux, le plus souvent des parallélépipèdes rectangles. Il est utilisé pour sucrer les boissons chaudes telles que le café, le thé ou les tisanes : la taille normalisée des morceaux permet d'apprécier la quantité de sucre que l'on met dans la boisson. À titre hygiénique, les morceaux de sucre peuvent être emballés individuellement pour la consommation dans les débits de boissons, les cantines, etc. La pince à sucre, autrefois répandue, permet de saisir un morceau dans le sucrier.

## Matière première
Le sucre en morceaux réguliers est le plus généralement du sucre de betterave, naturellement blanc. Toutefois, on trouve aussi du sucre brun sous cette forme : il peut s'agir de sucre de canne, naturellement brun, ou de sucre de betterave légèrement carbonisé. Le sucre de canne blanc résulte d'un traitement chimique.

## Consommation
L'évolution des modes de consommation a conduit à une diminution constante de la part de marché du sucre en morceaux face au sucre en poudre pour le sucrage des boissons. Pour cet usage, le sucre en morceaux était très majoritaire en 1973 en France : on en consommait alors 10,6 kg par personne et par an. Vingt ans plus tard, en 1993, la consommation moyenne était passée à 5,2 kg alors que la consommation de sucre en poudre n'avait que très légèrement diminué.
Le sucre en morceaux est typiquement belge, français et suisse. Il est ignoré du reste du monde, où on ne connaît que le sucre en poudre.[réf. nécessaire]

## Histoire
L'usage du sucre en morceaux géométriques et sa production industrielle ont commencé en Belgique à la fin du xixe siècle, prenant le relai du pain de sucre de 2 kg qu'il fallait débiter soi-même.  Il a été inventé par Théophile Adant. Il s'est rapidement étendu au nord de la France et à Paris.

### L'invention du sucre en morceaux

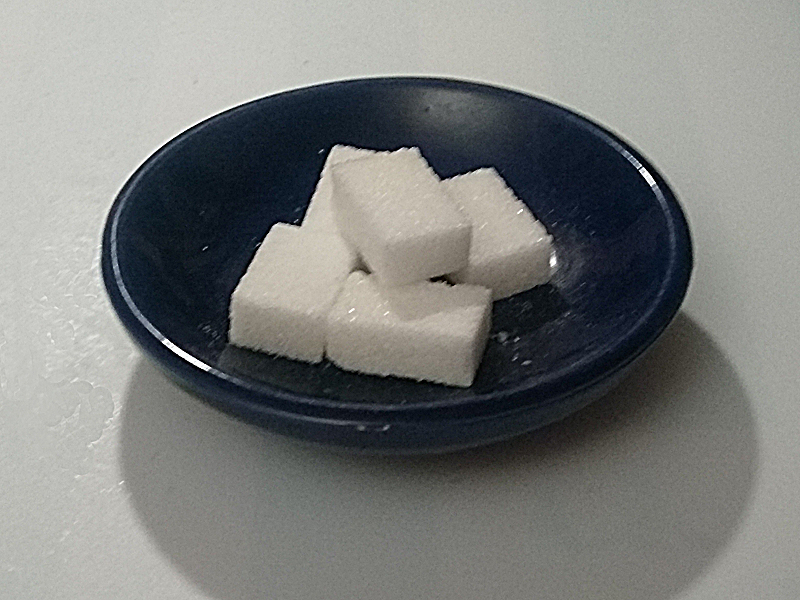
Morceaux de sucre no 4.

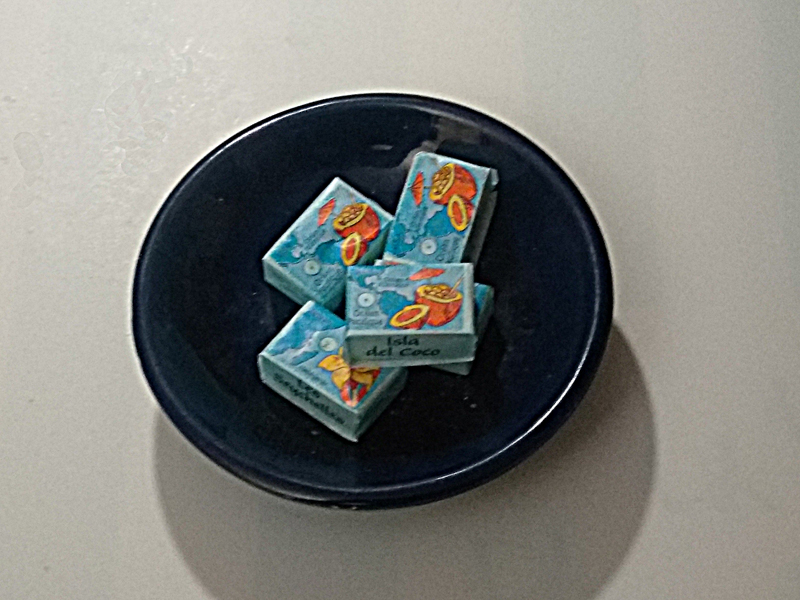
Morceaux de sucre emballés.

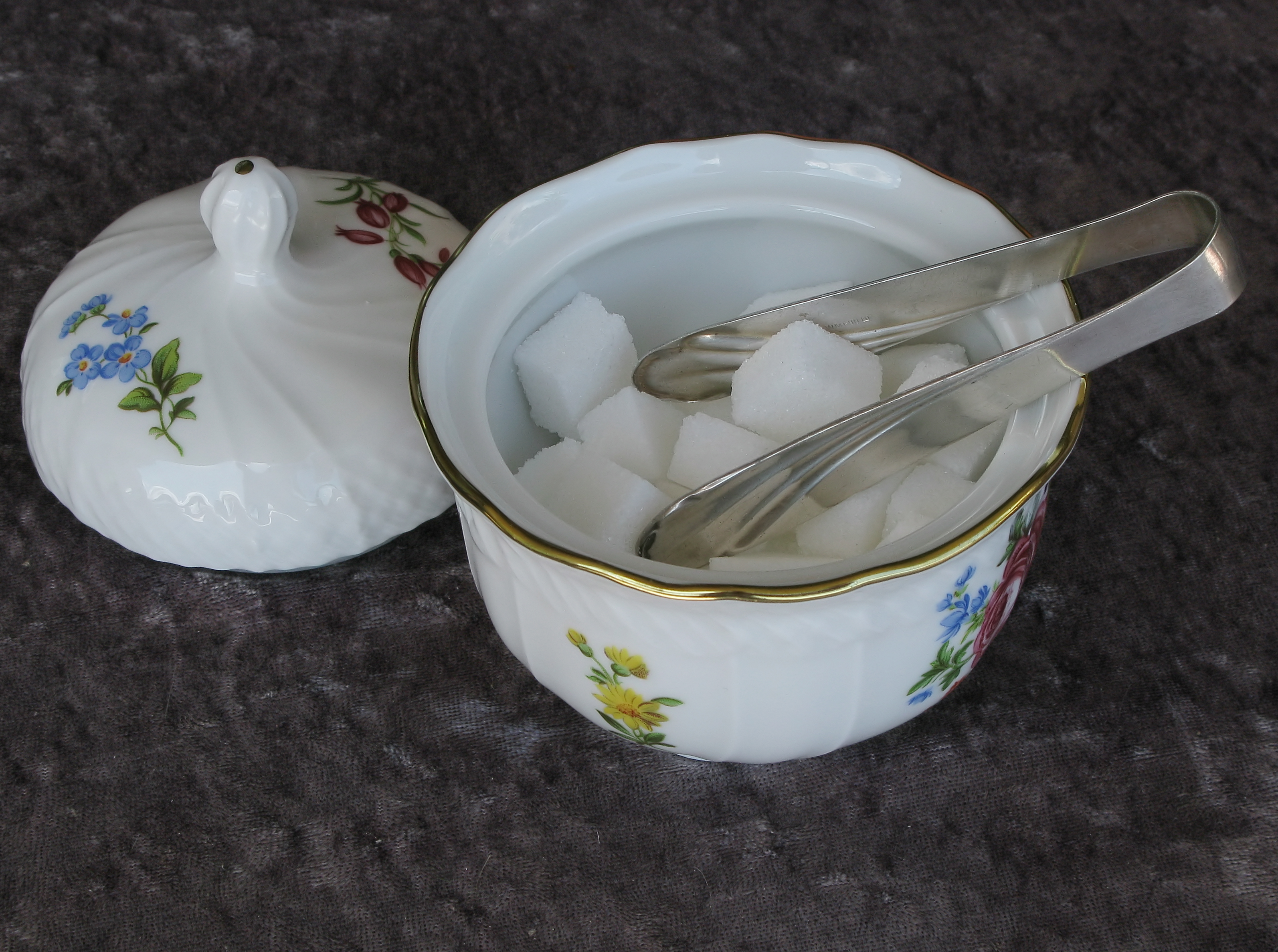
Sucrier et pince à sucre.

Au cours du xixe siècle, plusieurs artisans ou industriels européens ont essayé de mettre au point une méthode de commercialisation de détail du sucre plus pratique que le pain de sucre qui était alors généralisé.
Dès 1843, le Tchèque Jacob Kristof Rad fabrique de façon artisanale des morceaux de sucre en chauffant le sucre, en coulant le sucre liquide sur une plaque, en sciant la plaque de sucre durci en bandelettes elles-mêmes cassées en morceaux. En 1875, un Français, Eugène François, produit des morceaux de sucre de façon semi-artisanale en sciant des pains de sucre. 
Vers 1880, le maître compagnon anversois Théophile Adant (1852-1938) met au point les machines industrialisant le procédé de Jacob Rad. Il invente une turbine destinée à créer des plaques de sucre à partir de sucre en poudre. Ces plaques sont ensuite découpées en petits carrés appelés dominos. Les dominos sont dimensionnés pour être conditionnés en boîtes de 25 kg, ce qui a son importance pour le transport et le stockage. Cette méthode fut mise en œuvre à partir de 1902 à la sucrerie de Tirlemont. Plus tard la sucrerie produisit des boîtes de 1 kg. Le procédé de Théophile Adant se développa rapidement en Belgique puis en France jusque dans les années 1940.
La méthode moderne de production de sucre en morceaux date de 1949. L'entreprise de Louis Chambon met au point le procédé de moulage direct du sucre cristallisé en poudre : celui-ci, ré-humidifié, est moulé dans des presses rotatives. La vitesse et la régularité de la production condamnent dès lors la méthode d'Adant.

## Calibrage
L'industrie produit des morceaux de quatre formats, appelés no 3 (7,9 g), no 4 (5,95 g), no 6 (3,97 g) et n° 7 (2,98 g). 
Le format no 3 ne se produit plus guère et l'essentiel de la production est le no 4. 
Périodiquement, en particulier à l'époque des fêtes, on commercialise aussi des morceaux de sucre fantaisie (figures de cartes à jouer : "♥", "♦", "♣", "♠" ; profil de  Mickey ; etc. dont la taille s'encadre dans celle d'un morceau n° 6).

### La numérotation du sucre en morceaux
Traditionnellement, on trouve dans le commerce en France des boîtes cartonnées de 1 kg de sucre. Les boîtes ont un format normalisé d'environ 17,5 cm en longueur, 11,5 cm en largeur et 5,5 cm d'épaisseur. L'emballage comporte un numéro, 3, 4 ou 6, spécifiant le nombre de morceaux dans la largeur de la boîte, donc le nombre de morceaux dans la boîte et par là le poids de chaque morceau :
- Sucre numéro 3 (morceaux longs) : la boîte d'un kilogramme contient 3 morceaux dans sa largeur, 14 morceaux dans sa longueur et 3 couches, soit un total de 126 morceaux. Chaque morceau pèse environ 8 g (plus précisément 7,94 g) ;
- Sucre numéro 4 (le plus courant) :  la boîte d'un kilogramme contient 4 morceaux dans sa largeur, 14 morceaux dans sa longueur et 3 couches, soit un total de 168 morceaux. Chaque morceau pèse environ 6 g (plus précisément 5,95 g). Dans les années 1950, une boite contenait 180 morceaux (4 en largeur, 15 en longueur, 3 couches).
- Sucre numéro 6 (petits morceaux) : la boîte d'un kilogramme contient 6 morceaux dans sa largeur, 14 morceaux dans sa longueur et 3 couches, soit un total de 252 morceaux au total. Chaque morceau pèse environ 4 g (plus précisément 3,97 g).
- Sucre numéro 7 (petits morceaux) : la boîte d'un kilogramme contient 7 morceaux dans sa largeur, 16 morceaux dans sa longueur et 3 couches, soit un total de 336 morceaux au total. Chaque morceau pèse environ 3 g (plus précisément 2,98 g).